# 1the9
1the9 (кор. 원더나인, стилізується як 1THE9, вимовляється як англ. «Wonder Nine», укр. «Вандер Найн», перекладається укр. «Дивна Дев'ятка») — південнокорейський хлопчачий гурт, створений у 2018 році під час реаліті-шоу на виживання Under Nineteen. Гурт складався з 9 учасників: Ю Йонха, Кім Теу, Лі Синхван, Шін Єчан, Кім Джунсо, Чон Доюм, Чон Джінсон, Чон Текхюн і Пак Сонвон. Майбутніх учасників гурту було оголошено 9 лютого 2019 року, і спочатку планувалося, що вони будуть просуватися під PocketDol Studio протягом 12 місяців. Після затримок, пов'язаних із пандемією COVID-19, гурт розпався в серпні 2020 року.

## Кар'єра

### До дебюту:Under Nineteen
1THE9 було сформовано через реаліті-шоу на виживання Under Nineteen, яке транслювалася на MBC з 3 листопада 2018 року до 9 лютого 2019 року. З початкових 57 учасників, які взяли участь, останні 9 були обрані шляхом глядацького голосування та оголошені в прямому ефірі.
Під час фінального ефіру фінальні учасники були ранжовані та відзначені для дебюту голосами від глядачів. Було оголошено, що останній склад виступить у прямому етері на платформі V Live, щоб подякувати фанатам через дві години після шоу. Пізніше було оголошено, що керівник вокальної групи Crash напише та спродюсує дебютний сингл гурту.
Хоча їхній офіційний дебют було заплановано на квітень, вони взяли участь у «Under Nineteen's Final Concert» 23 лютого 2019 року з іншими учасниками шоу. Після шоу учасники майбутнього гурту виконали сингл «Like a Magic» на музичних шоу і використовували його як переддебютний промо-сингл.

### 2019:XIXіBlah Blah

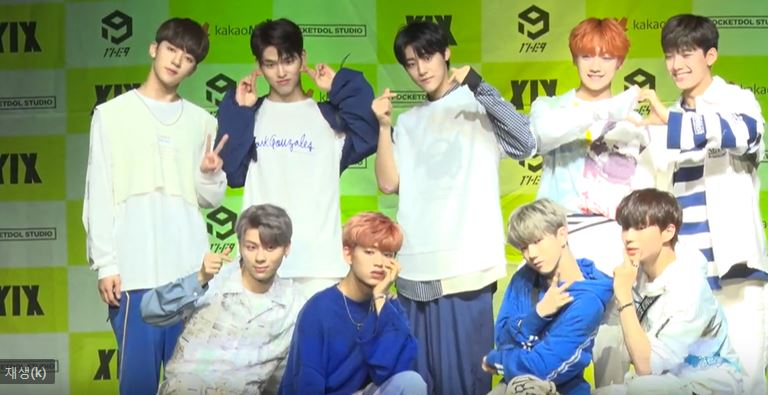
1THE9 у квітні 2019 року

22 лютого 2019 року було оголошено, що офіційний дебют гурту 1THE9 запланований на 12 квітня з концертом пізніше цього місяця з дебютом у Японії. Також було оголошено, що реаліті-шоу гурту почне виходити в етер з 22 березня. Їхній дебют у Японії було відкладено через те, що MBK хотів спершу зосередитися на просуванні у Південній Кореї.
Було випущено серію тізерів окремо для кожного учасника гурту. 5 квітня почалася розпочалася промо-кампанія і була оголошена назва першого альбому — XIX, а також головний сингл — «Spotlight». Переддебютний трек «Domino» за участю співака Crush був випущений 7 квітня перед їх офіційним дебютом 13 квітня. 1THE9 почали просування альбому із синглом «Spotlight» на різних музичних шоу.
17 квітня відбувся дебютний виступ на стрімі у додатку V Live, що продовжувався протягом години і тридцяти хвилин. На стрімі учасники гурту виконали 3 пісні, пограли в ігри та оголосили назву та колір фендома Wonderland та Lime Punch відповідно.
3 жовтня 2019 року було оголошено, що 1THE9 повернуться зі своїм другим мініальбомом Blah Blah 17 жовтня.

### 2020:Turn Over,Good Bye 1the9і розформування
6 липня 2020 року було оголошено, що 1THE9 випустять свій третій мініальбом Turn Over 16 липня.
27 липня 2020 року було підтверджено, що гурт офіційно буде розформовано 8 серпня. Перед своїм розпуском 1THE9 випустили свій останній мініальбом Good Bye 1the9 5 серпня.

## Учасники
| Ім'я        | Ім'я           | Ім'я     | Дата народження             | Позиція у гурті                                        |
| Українською | Латиницею      | Хангилем | Дата народження             | Позиція у гурті                                        |
| ----------- | -------------- | -------- | --------------------------- | ------------------------------------------------------ |
| Ю Йонха     | Yoo Yongha     | 유용하   | 11 січня 1999 (26 років)    | Лідер, провідний репер, вокаліст                       |
| Кім Теу     | Kim Taewoo     | 김태우   | 23 квітня 1999 (25 років)   | Вокаліст, репер                                        |
| Лі Синхван  | Lee Seunghwan  | 이승환   | 20 травня 2000 (24 роки)    | Провідний танцюрист, провідний вокаліст                |
| Шін Єчан    | Shin Yechan    | 신예찬   | 14 травня 2001 (23 роки)    | Головний вокаліст, провідний танцюрист                 |
| Кім Джунсо  | Kim Junseo     | 김준서   | 20 листопада 2001 (23 роки) | Провідний вокаліст, провідний танцюрист, репер, віжуал |
| Чон Доюм    | Jeon Doyum     | 전도염   | 21 лютого 2002 (23 роки)    | Головний танцюрист, провідний репер, вокаліст          |
| Чон Джінсон | Jung Jinsung   | 정진성   | 30 березня 2002 (22 роки)   | Головний вокаліст, провідний танцюрист, віжуал         |
| Чон Текхюн  | Jung Taekhyeon | 정택현   | 28 липня 2003 (21 рік)      | Головний репер, вокаліст, обличчя гурту                |
| Пак Сонвон  | Park Sungwon   | 박성원   | 18 грудня 2003 (21 рік)     | Головний репер, вокаліст, макне                        |

## Фільмографія

### Телебачення
| Рік       | Мережа | Програма       | Прим.        |
| --------- | ------ | -------------- | ------------ |
| 2018–2019 | MBC    | Under Nineteen | [ 22 ]       |
| 2019      | MBC    | Wonderland     | [ 9 ] [ 23 ] |

### Радіо
| Рік  | Мережа   | Програма                           |
| ---- | -------- | ---------------------------------- |
| 2019 | MBC      | Idol Radio                         |
| 2019 | MBC FM4U | Kim Shin Young's Noon Song of Hope |

## Дискографія

### Мініальбоми
| Назва          | Деталі                                                                                                  | Пікові позиції у чартах | Продажи                  |
| Назва          | Деталі                                                                                                  | KOR                     | Продажи                  |
| -------------- | --- | ----------------------- | ------------------------ |
| XIX            | - Реліз: 13 квітня 2019 - Лейбл: PocketDol Studio, Kakao M - Формат: CD, цифрове завантаження, стриминг | 7                       | - Південна Корея: 20,706 |
| Blah Blah      | - Реліз: 17 жовтня 2019 - Лейбл: PocketDol Studio, Kakao M - Формат: CD, цифрове завантаження, стриминг | 15                      | - Південна Корея: 13,454 |
| Turn Over      | - Реліз: 16 липня 2020 - Лейбл: PocketDol Studio, Kakao M - Формат: CD, цифрове завантаження, стриминг  | 23                      | - Південна Корея: 11,920 |
| Good Bye 1the9 | - Реліз: 5 серпня 2020 - Лейбл: PocketDol Studio, Kakao M - Формат: CD, цифрове завантаження, стриминг  | 24                      | - Південна Корея: 7,500  |

## Концертні тури
- Under Nineteen Final Concert[28]